# English breakfast

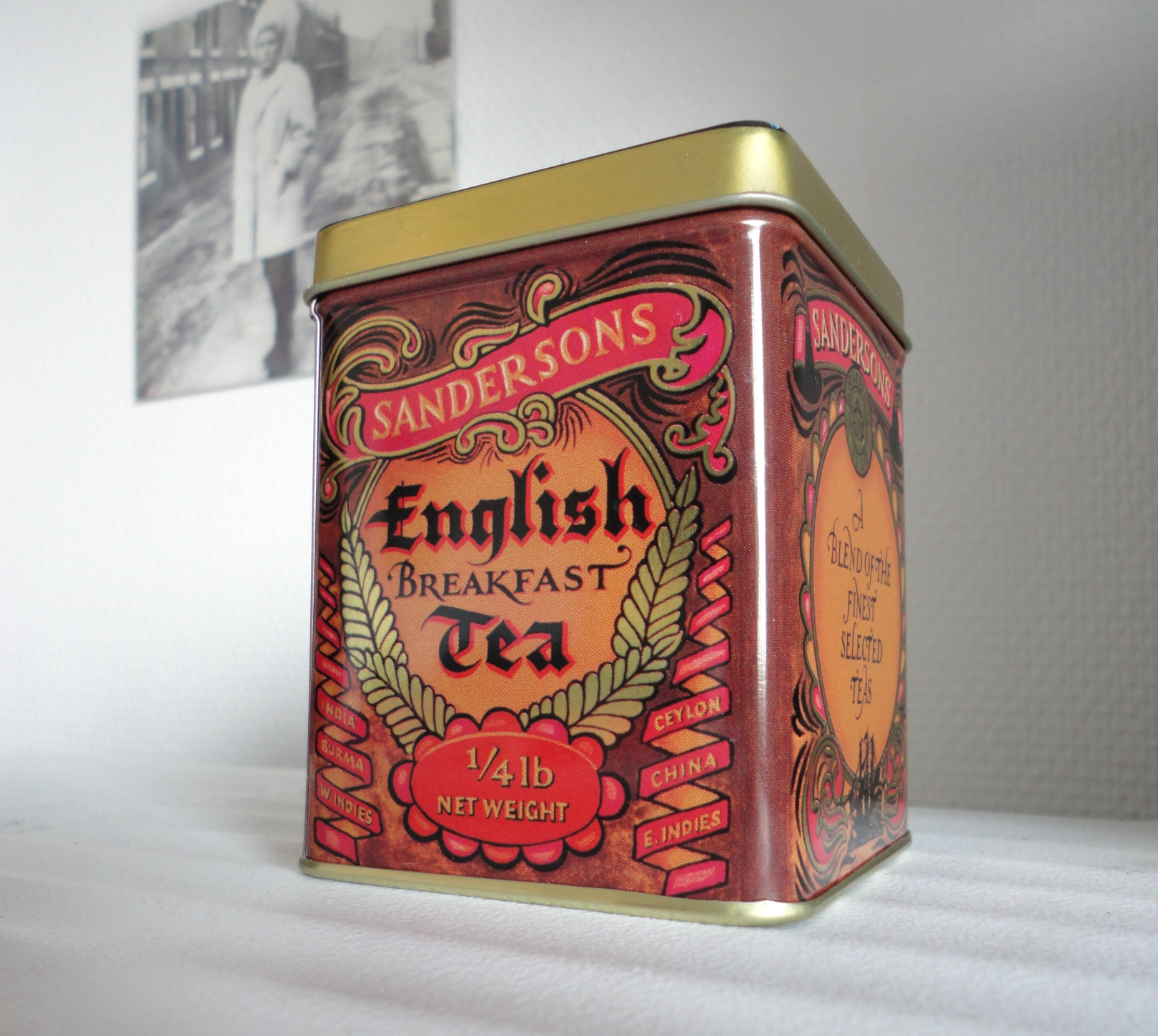
Confezione di tè English breakfast

English breakfast è una miscela di tè proveniente da Assam, Ceylon e Kenya. Questa varietà di tè è caratterizzata dall'avere un gusto corposo e deciso.

## Storia
Non si hanno notizie certe sulla nascita di questa miscela. Pare che sia nata durante l'età edoardiana per accompagnare le prime colazioni del tempo, tipicamente ricche e robuste. Secondo un'altra versione la creazione di questo tipo di tè non sarebbe stata fatta in Gran Bretagna ma negli Stati Uniti, più precisamente a New York, da parte di Richard Davies nel 1843.